# Anemia organensis
Anemia organensis är en ormbunkeart som beskrevs av Eduard Rosenstock. Anemia organensis ingår i släktet Anemia och familjen Anemiaceae. Inga underarter finns listade.